# Société scientifique et artistique de Clamecy
La Société scientifique et artistique de Clamecy, est une association historique et littéraire créée en 1876.
Association loi de 1901, reconnue d’utilité publique en 1910, elle a pour but d’être la mémoire de la région de Clamecy, des vals d'Yonne et de la Nièvre, d’enrichir sans cesse la connaissance du patrimoine matériel et immatériel local et d’informer un public le plus large possible.

## Historique
Créée en 1876, la Société est alors présidée par Edme Courot, grand-père maternel de Romain Rolland. La présidente actuelle est Sylvie Richard.
Elle a compté parmi ses membres les personnalités suivantes : François Mitterrand, Alain Colas, Jean Misset, Charles Milandre, Fernand Marié-Davy, Gabriel Alapetite, Paul Cornu, Edmond Satin, Maurice Mignon…[réf. nécessaire]

### Présidents
| Période          | Identité       | Qualité |
| ---------------- | -------------- | ------- |
| 1876-....        | Edme Courot    |         |
| 2001-2023        | Roland Lemoine |         |
| à partir de 2023 | Sylvie Richard |         |

## Publications
La Société édite un bulletin annuel, essentiellement consacré à l’histoire locale, dont les articles sont rédigés par ses membres. On peut citer, à titre d’exemples, les contributions suivantes :
- Une garnison royale à Clamecy en 1593, André Biver, 1933
- Études sur les maisons de Clameci, Léon Mirot, 1935
- Histoire de Marcy avant la Révolution, Romain Baron, 1952
- Notice sur l'abbaye de Bourras, Marcel Bonté, no 32, 1957
- Claude Tillier : pages oubliées, Guy Thuillier, 1967
- Regards sur l'agriculture nivernaise sous l'Ancien Régime, Jacques Jarriot, 2000

## Référence
1. ↑  Bulletin de la Société Scientifique & Artistique de Clamecy, 1re année (1876-1877), p. 7 : un arrêté du préfet de la Nièvre du 18 novembre 1876 autorise la société sous le nom : Société Scientifique et Artistique.
2. ↑  Comité des travaux historiques et scientifiques.
3. ↑  Lettre aux sociétaires annonçant le changement de présidence, 18 mai 2023.